# Коробчанський Іван Євстафійович
Іван Євстафійович Коробчанський (4 (16) січня 1895, Кекине — 1 квітня 1956, Москва) — український радянський вчений у галузі коксохімічної промисловості, підземної газифікації палива, доктор технічних наук, професор, член-кореспондент АН УРСР, заслужений винахідник СРСР[джерело?].

## Біографія
Народився 4 (16 січня) 1895 року в селі Кекиному (тепер Сумського району Сумської області). У 1913 році закінчив із відзнакою гімназію і вступив до Харківського технологічного інституту, після закінчення якого в 1917 році одержав спеціальність інженера-технолога.
До 1933 року працював у промисловості. Старший механік Кадіївського бензольно-ректифікаційного і нафталінового заводу Артилерійського відомства; завідувач виробництва Краснодарського нітротолуольного заводу; технічний директор Ново-Смолянського заводу; директор Сталінського азотного заводу; головний інженер ОКСу тресту «Союзкокс» (Харків); заступник головного інженера управління «Коксовім-монтаж» із будівництва Ново-Макіївського коксохімічного заводу. 

меморіальна дошка на будівлі ДонНТУ

Від 1933 року й до кінця життя працював у Донецькому індустріальному інституті на посаді завідувача кафедри «Хімічна технологія палива». Член КПРС з 1945 року.
Нагороджений орденом Трудового Червоного Прапора, медалями.
Трагічно загинув у Москві 1 квітня 1956 року, похований у Донецьку на Мушкетовському цвинтарі.

## Наукова робота
Велика заслуга Івана Коробчанського у розвитку всіх видів навчально-наукової діяльності кафедри протягом 25 років. Автор оригінальної навчально-наукової книги «Расчеты аппаратуры для улавливания химических продуктов коксования», яка і по цей час використовується в навчальному процесі і у виробничій діяльності. Окрім російської вона була видана також чеською і китайською мовами.
Коло наукових інтересів Коробчанського І. Є. було надзвичайно широке. Це проблеми коксування і вловлювання хімічних продуктів, підземної газифікації вугілля, збагачення вугілля, вдосконалення процесів і технологій в азотній промисловості. Два авторські свідоцтва професора Коробчанського І. Є. через майже 50 років стали основою ліцензії із підземної газифікації, яка на початку 1980-х років була продана одній із фірм США. Характерна особливість усіх його наукових розробок — прагнення використати одержані результати в промисловості.
Опублікував 65 наукових робіт, підготував багато інженерних і наукових кадрів вищої кваліфікації.

## Вшанування
Кафедра хімічної технології палива Донецького національного університету носить його ім'я. Одна із вулиць Донецька носить його ім'я — вулиця Коробчанського.